# Deux Nigauds détectives
Pour plus de détails, voir Fiche technique et Distribution.
Deux Nigauds détectives (titre original : Who Done It?) est une comédie et film à énigme américain, en noir et blanc, réalisé par Erle C. Kenton et sorti en 1942. Ce film met en scène le duo comique Abbott et Costello et fait partie de la série Deux Nigauds.
Le film suit deux loosers qui rêvent de devenir auteurs de polars, notamment pour des feuilletons radiophoniques. Alors qu'ils essaient de vendre l'une de leurs créations à une station de radio, ils vont devoir se transformer en véritables détectives quand le propriétaire de la radio est retrouvé mort.

## Synopsis
Chick Larkin et Mervyn Milgrim travaillent tous les deux au comptoir de soda du siège d'une station de radio locale. Leur véritable passion, cependant, est de devenir écrivains dans une émission de mystère radiophonique. Ils assistent à une émission de radio intitulé Meurtre à Minuit avec l'écrivain Jimmy Turner et la productrice Jane Little.
Au début de l'émission, le président du réseau, le colonel JR Andrews, est mystérieusement électrocuté. Voyant cela comme une occasion de devenir des écrivains de radio, Chick et Mervyn se font passer pour des détectives et tentent de résoudre le crime avec l'aide de Juliette Collins, qui travaille pour la station. Pendant ce temps, Moran et Branningan, deux vrais détectives, considèrent ces deux faux détectives comme les principaux suspects. Une poursuite prolongée s'ensuit dans tout le studio et le corps du Dr Marek, le médecin personnel d'Andrews, est également découvert.
Larkin et Milgrim fuient le studio, mais apprennent à la radio que Milgrim a apparemment gagné 10 000 $ sur l'émission de radio La Roue de la Fortune. Le duo revient pour réclamer le prix mais découvrent seulement qu'il s'agissait d'un subterfuge imaginer par les deux vrais détectives pour les arrêter. Turner et Little, qui ont également enquêté, parviennent à convaincre tout le monde qu'il devrait y avoir une reconstitution complète du programme qui a conduit aux meurtres, afin que le vrai coupable puisse craquer se révèle alors de lui même.
Un espion nazi à l'écoute, qui a utilisé la station de radio pour transmettre des informations à ses cohortes, assiste à l'émission de reconstitution. Il s'avère que l'espion a assassiné le colonel et son médecin parce qu'ils avaient découvert ses transmissions radio illégales. Au cours de l'émission, il perd son sang-froid et s'enfuit sur le toit, où il est poursuivi par Larkin et Milgrim. Après une lutte, Milgrim utilise une fronde pour casser les ampoules qui épellent le nom de la station de radio, ce qui oblige le panneau à relayer maintenant un message d'aide. La police arrive et le meurtrier est arrêté.

## Fiche technique
- Titre : Deux Nigauds détectives
- Titre original : Who Done It?
- Réalisation : Erle C. Kenton
- Scénario : Stanley Roberts, Edmund Joseph, John Grant
- Musique : Charles Previn, Frank Skinner
- Directeur de la photographie : Charles Van Enger
- Montage : Arthur Hilton
- Direction artistique : Robert F. Boyle, Jack Otterson
- Décors : Russell A. Gausman, A. J. Gilmore
- Costumes : Vera West
- Production : Alex Gottlieb, Universal Pictures
- Pays de production :  États-Unis
- Genre : Comédie, Film à énigme
- Durée : 76 minutes
- Dates de sortie :
  - États-Unis : 6 novembre 1942
  - France : 23 mars 1949

## Distribution
- Bud Abbott : Chick Larkin
- Lou Costello : Mervin Q. Milgrim
- Patric Knowles : Jimmy Turner
- William Gargan : lieutenant Lou Moran
- Thomas Gomez : colonel J.R. Andrews
- William Bendix : détective Brannigan
- Don Porter : Art Fraser
- Jerome Cowan : Marco Heller
- Mary Wickes : Juliet Collins
- Ludwig Stossel : docteur Anton Marek
- Norman Abbott : l'organiste (non crédité)
- Bobby Barber (en) : un technicien (non crédité)
- Louise Allbritton : Jane Little

## Nominations
- Saturn Award 2005 :
  - Saturn Award de la meilleure collection DVD (au sein du coffret The Best of Abbott and Costello, vol. 1-3)